# EsRap

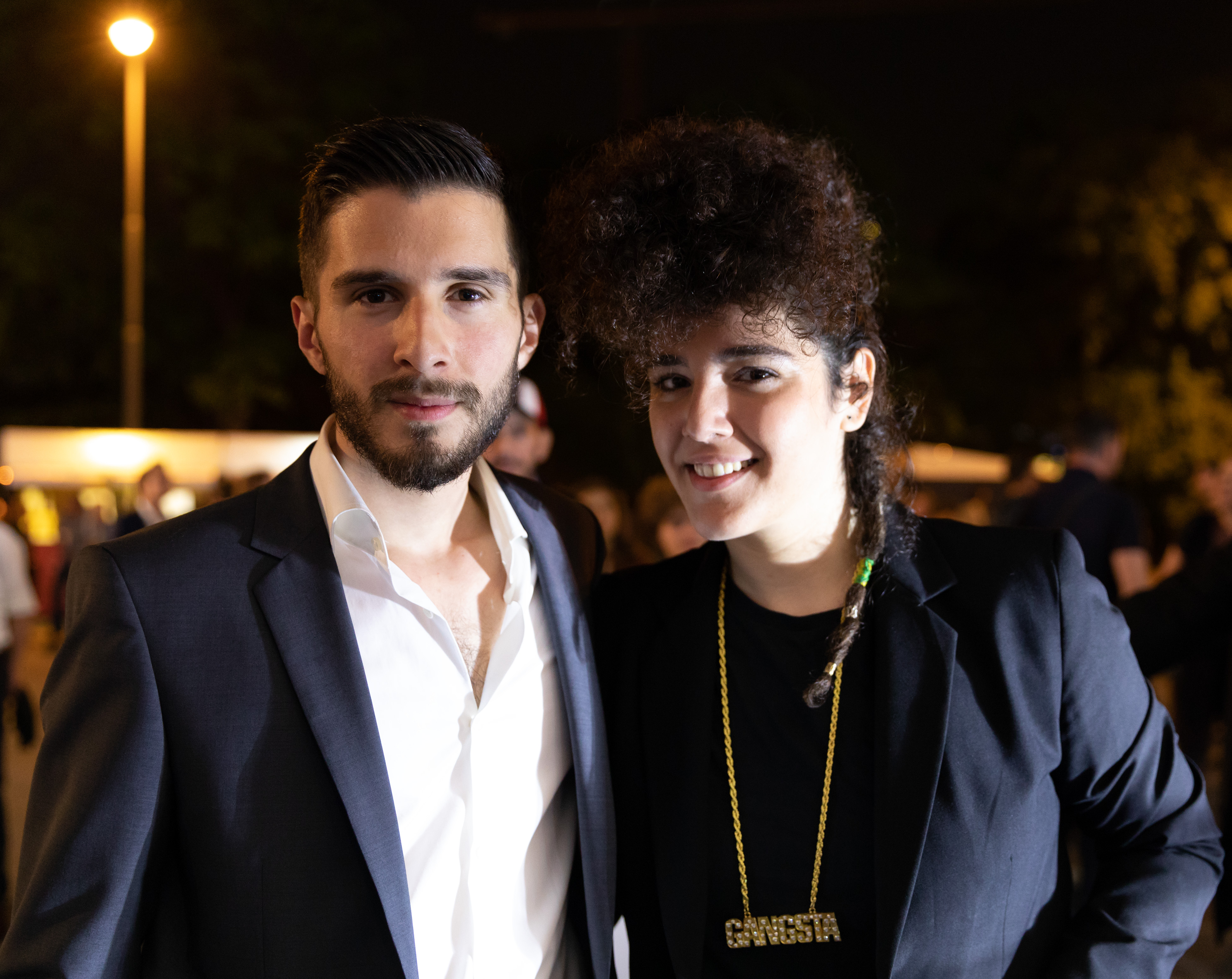
Das Duo bei den Wiener Festwochen (2018)

EsRap ist ein Hip-Hop-Duo aus Österreich bestehend aus den Geschwistern Esra Özmen und Enes Özmen.

## Leben und Wirken
Die beiden Geschwister entstammen einer türkischstämmigen Gastarbeiterfamilie und sind in Ottakring, dem 16. Wiener Bezirk, aufgewachsen.

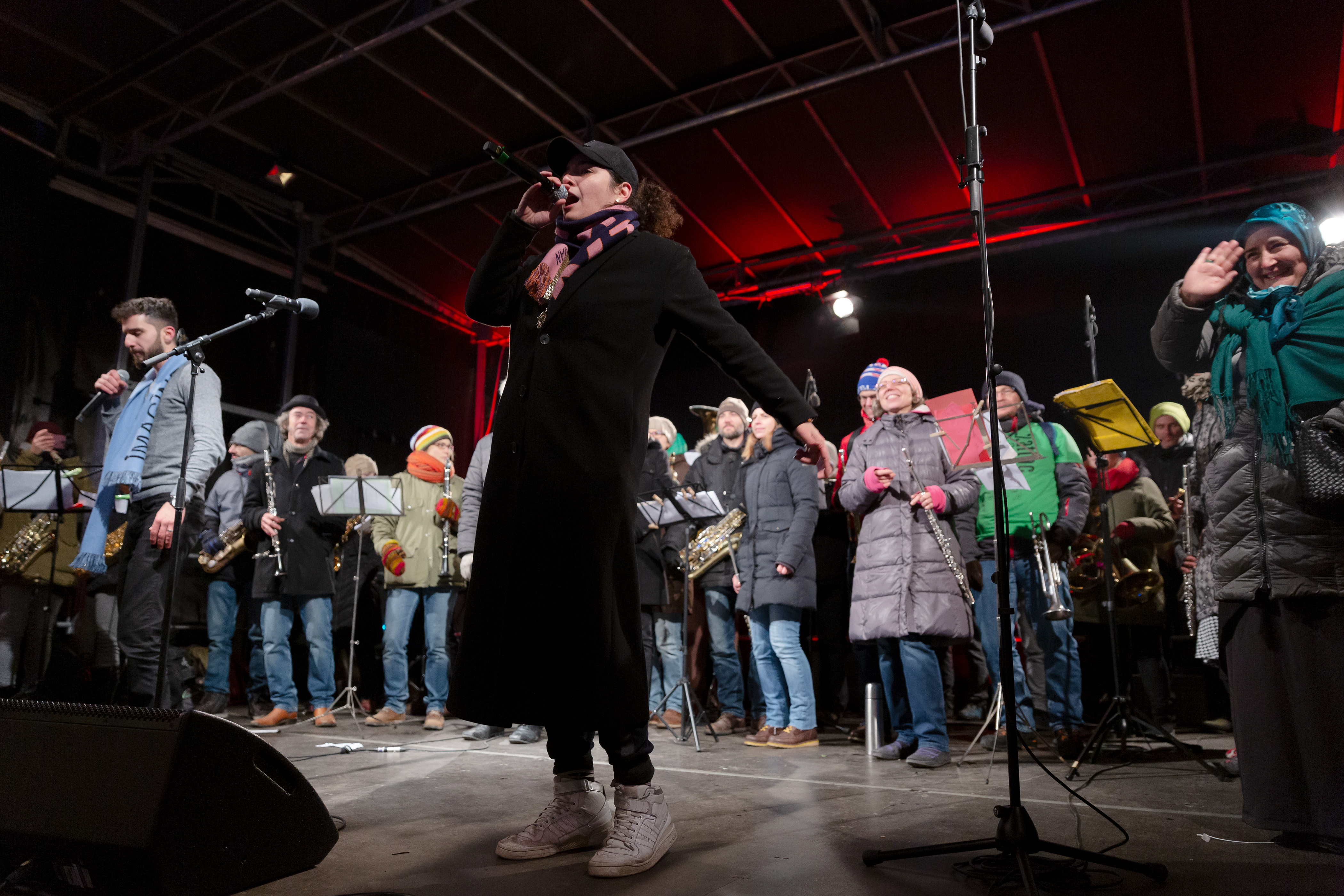
Esra (Mitte) und Enes (links) mit Mira Lu Kovacs/Schmieds Puls und der MusikarbeiterInnenkapelle bei der Schlusskundgebung der 9. Donnerstagsdemonstration gegen die ÖVP-FPÖ-Bundesregierung Kurz vor dem Haus der Industrie auf dem Schwarzenbergplatz in Wien (29. November 2018)

In ihren Liedern thematisieren sie politische Themen wie Identität und Fremdsein, Rassismus, das Leben von Menschen mit Migrationshintergrund in der Diaspora, Heimat, ihren Heimatbezirk und die Stadt Wien.
Sie waren unter anderem Teil der Eröffnung der Wiener Festwochen 2018 und 2019. Einzelne Songs und Clips veröffentlichten sie im Internet. Im Juni 2019 erschien auf dem Berliner Label Springstoff ihr Debüt-Album Tschuschistan, ein Musikmix aus Hip-Hop und türkisch-orientalischer Arabeske.
Als der ehemalige Leadsänger der Band Irie Révoltés, Mal Élevé, im Jahr 2020 zum Jahrestag der Reichskristallnacht einen Remix seines politisch kämpferischen Antifaschismus-Stücks No Pasaran, das er im gleichen Jahr in seinem Solo-Debütalbum Résistance mondiale herausgegeben hatte, mit Beteiligung weiterer Musiker aus unterschiedlichen Musikgenres veröffentlichte, hatten neben den Musikern Swiss, JuJu Rogers und Joshi von ZSK auch EsRap einen Part übernommen, der sich durch seinen klassischen laid-back-Rap-Stil von schnelleren Parts absetzt und zur musikalischen Diversität des Politrap-Tracks beiträgt, der sich in seinem Titel an die antifaschistische Parole ¡No pasarán! anlehnt, mit der 1936 im Spanischen Bürgerkrieg die republikanischen Truppen im Verteidigungskampf gegen die unter Führung Francos putschenden Truppen zur Verteidigung der Hauptstadt Madris mobilisiert werden sollten.
EsRap gab auf dem im November 2021 erstmals veranstalteten und von der Fotografin und Konzeptkünstlerin Asma Aiad kuratierten Kunstfestival Muslim* Contemporary ein Konzert. Im Sommer 2022 erschien ihr zweites Album, im Oktober des gleichen Jahres traten sie mit einem „Walking Concert“ am Wiener Brunnenmarkt im Rahmen des zweiten, von der Akademie der bildenden Künste Wien unterstützten, Muslim* Contemporary auf.

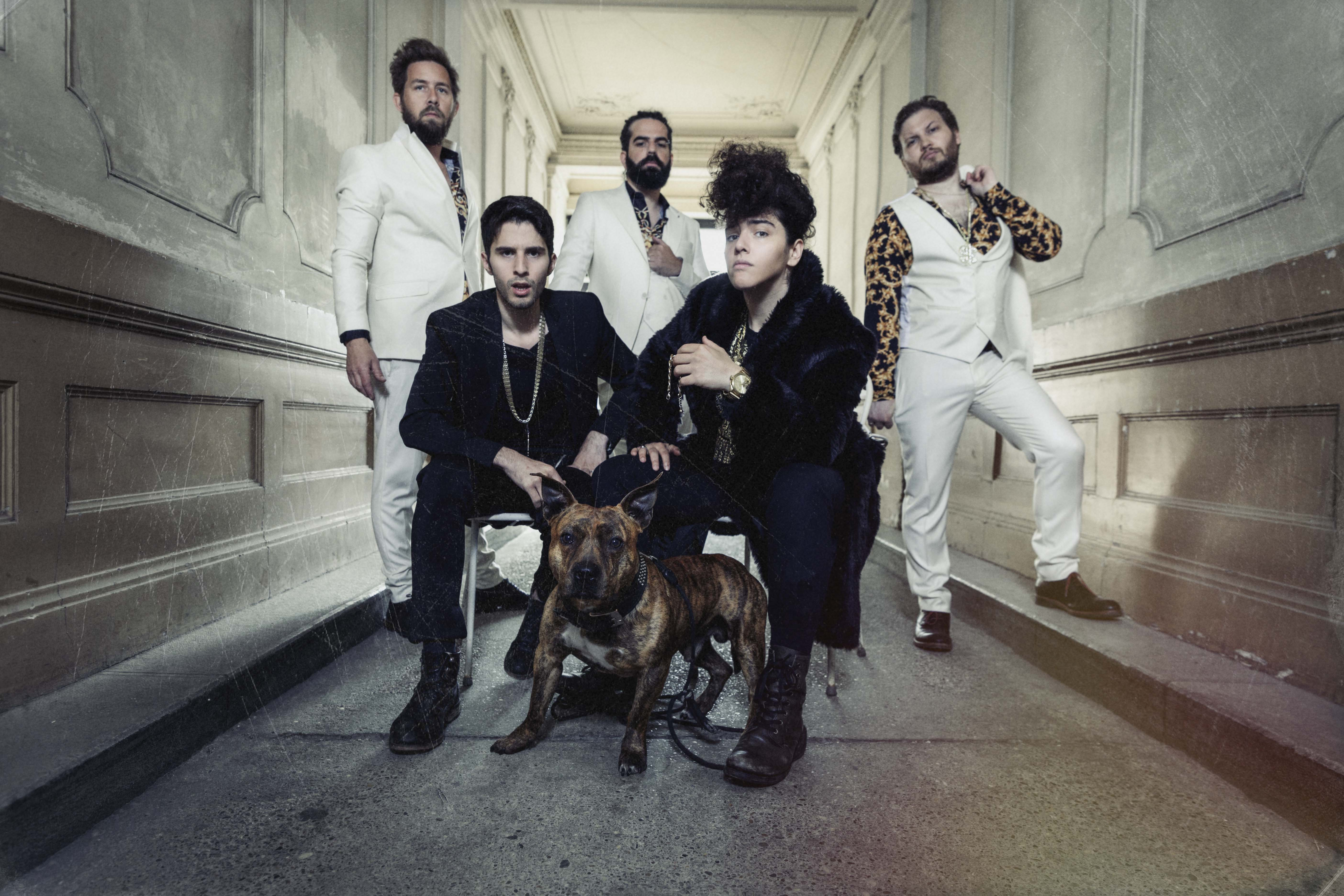
Das EsRap-Duo als Leadsänger einer Formation mit Gasmac Gilmore (2019)

Das dritte Album, das in Zusammenarbeit mit der ebenfalls von Wien aus arbeitenden, polyglotten Balkan-Polka-Rockband Gasmac Gilmore entstand und 2023 unter dem Titel ...weil sie Wien nicht kennen erschien, weist neben den Arabesk-Melodien von Enes Özmen und den Texten seiner Schwester Esra auch den markanten Gitarren-Sound von Gasmac Gilmore auf. Die Kooperation von EsRap mit Gasmac Gilmore hatte 2019 mit Herausgabe einer EP mit fünf Musikstücken (Tracks) begonnen, war dann aber durch die COVID-19-Pandemie unterbrochen worden.
Der Journalist und Filmemacher Philipp Jedicke drehte von November 2020 bis November 2021 unter dem Titel „Vienna Calling“ einen 90-minütigen Dokumentarfilm über die Wiener Musik- und Kulturszene, in dem als Protagonisten neben Voodoo Jürgens, Stefanie Sargnagel, Lydia Haider und Nino aus Wien auch EsRap vorgestellt werden.
EsRap nutzen Rap als politisches und emanzipatorisches Ausdrucksmittel, um sich gegen veraltete und unzeitgemäße Diskurse, die Menschen mit Migrationserfahrungen am Rande der Gesellschaft verorten, zu positionieren. Menschen mit Migrationserfahrungen sollen als alltäglicher Teil und normales Phänomen der Gesellschaft verstanden werden. Im Gegensatz zur vorherrschenden Rollenaufteilung im männlich-dominierten Hip-Hop-Genre trägt Esra die eher harten und schnellen Reime vor, während Enes eher melodischere Vokalparts beisteuert.

## Diskografie (Auswahl)
Alben
- 2019: Tschuschistan, Springstoff Berlin
- 2022: Mamafih, Springstoff Berlin
- 2023: … weil sie Wien nicht kennen (mit Gasmac Gilmore), Springstoff Berlin

Singles
- 2019: Freunde dabei (mit Gasmac Gilmore)
- 2020: Yalla Habibi
- 2020: Sabaha
- 2021: Welche Regeln gelten hier
- 2021: OTK (mit Gasmac Gilmore)
- 2021: Artist
- 2023: Reden über Wien (mit Gasmac Gilmore)
- 2023: Benzer brennt (mit Gasmac Gilmore)

## Auszeichnungen
- 2025: Willi-Resetarits-Preis[20]